# Chacodelphys formosa
Chacodelphys formosa (Engels: Chacoan Pygmy Opossum) is een opossum uit de familie van de Didelphidae. Het is de enige soort uit het recent beschreven geslacht Chacodelphys. De soort was tot 2004 slechts bekend van een enkel exemplaar dat in 1920 in de Chaco van Formosa (Argentinië) was gevangen.

## Beschrijving
C. formosa is de kleinste bekende soort van de opossums. De soort heeft een kop-romplengte van 68 mm, een staart van 55 mm en een achtervoet van 11 mm. Het geslacht verschilt van de andere "marmosine" geslachten (Marmosa, Monodelphys, Thylamys, Tlacuatzin, Gracilinanus, Marmosops, Lestodelphys) in de volgende unieke combinatie van kenmerken:
- Lange derde vinger aan de hand;
- Geen tweekleurige vacht;
- Lange vierde teen;
- Staart korter dan kop-romp.

## Taxonomische historie
C. formosa was oorspronkelijk beschreven als Marmosa muscula, maar deze naam was al eerder gebruikt, zodat Shamel hem later hernoemde als M. formosa. Daarna beschouwde Tate (1933) C. formosa als een soort van zijn "Elegans group" (=Thylamys) van Marmosa, waarna het afwisselend als een synoniem of een zelfstandige soort van Marmosa of Thylamys werd beschouwd tot 1989, wanneer Gardner & Creighton (1989) hem als een synoniem van Gracilinanus agilis beschouwen. Uiteindelijk beschreven Voss et al. (2004) het nieuwe geslacht Chacodelphys voor deze soort.